# Cornelis van Eck
Pour les articles homonymes, voir Eck.
Cornelis van Eck (né le 28 octobre 1662 à Arnhem, mort le 26 février 1732 à Utrecht) est un juriste néerlandais.

## Biographie
Cornelis est le fils de Lambertus van Eck et Gijsberta Croezen van Asch (Croese van Ass). Il passe son enfance à Tiel, où son père devient bourgmestre et il va à l'école latine. Il fait de premières études à l'université d'Utrecht auprès de Johann Georg Grævius. Le 2 mars 1680, il s'inscrit à l'université de Leyde, où Johann Friedrich Gronovius, Johannes Voet et Johannes Friedrich Böckelmann sont ses professeurs de droit. Il a son doctorat de droit le 18 juin 1682 avec la thèse Septem damnatis legibus Pandectarum, seu crucibus Jurisconsultorum.
Il est avocat à Tiel et nommé professeur de droit à l'université de Franeker le 11 septembre 1685 à la place de Gerhard Noodt. Il a alors des disputes avec Ulrik Huber. À cette époque, il crée aussi son œuvre principale, Principia Juris Civilis. Il prend le rectorat de l'Alma Mater à Franeker avec les discours Oratio de vita, moribus et studiis M. Antistii Labeonis et C. Alteii Capitonis en 1692 et démissionne en 1693 avec le discours Oratio de studio poetices conjungendo cum studio juris romani.
Le 31 mai 1693, il reçoit une nomination comme professeur de droit à l'université d'Utrecht, poste qu'il prend le 11 septembre 1693 avec le discours de Ratione studii iuris recte instituendi. Le 18 septembre 1713, il reçoit également la chaire de droit civil moderne à l'université d'Utrecht. Il participe aux tâches d'organisation de l'académie et est recteur de l'Alma Mater en 1695-1696, 1704-1705 et 1716-1717.
Son mariage avec Catharina de Witt en 1696 donne deux enfants morts jeunes.
Son œuvre Tractatus postumus de differentiis juris civilis, canonici et hodierni, préfacé et édité par Johannes Friedrich Böckelmann, est mis à l’Index librorum prohibitorum.